# Straffeattest
En straffeattest er et dokument, der viser en persons tidligere lovovertrædelser. Hvor langt tilbage der udleveres oplysninger kan variere en del afhængig af land og overtrædelsens karakter. I Danmark foregår registreringen af lovovertrædelser i Kriminalregisteret.
Formålet med registreringen af overtrædelserne er dels at give politiet et værktøj ved efterforskning af overtrædelser, men stadigt flere virksomheder og offentlige myndigheder ønsker overblik over en jobansøgers eventuelle kriminelle status. Visse job kræver ligefrem, at man enten ikke må have begået kriminalitet eller have overtrådt bestemte love.
Det skal bemærkes, at offentlige arbejdsgivere ikke må afvise en jobansøger blot med henvisning til, at denne ikke har ren straffeattest. Offentlige arbejdsgivere er pligtige til at foretage en konkret vurdering af den pågældendes egnethed til jobbet. Ligger kriminaliteten flere år tilbage i tiden, eller er der tale om bagatelkriminalitet, skal der normalt ikke tages hensyn til oplysningerne på straffeattesten. Dette fremgår af et cirkulære fra 1963.

## Den private straffeattest
En privat straffeattest indeholder kun oplysninger om domme, bøder og tiltalefrafald ved overtrædelse af straffeloven og ved overtrædelse af loven om euforiserende stoffer (narkotikaloven). De lovovertrædelser, som er registreret i Kriminalregisteret, vil stå på den private straffeattest i 2-5 år, afhængigt af lovovertrædelsens karakter.

## Straffeattest til politi og offentlige myndigheder
Straffeattesten til politi og offentlige myndigheder indeholder oplysninger om samtlige domme, bøder og sager, der har ført til tiltale for overtrædelser af straffeloven. Denne straffeattest indeholder også afgørelser for overtrædelse af andre love, hvis der er givet frihedsstraf eller sket frakendelser af rettigheder fx førerretten.
Kun politiet og i særlige tilfælde offentlige myndigheder kan få udleveret disse oplysninger, fx til behandlingen af en jobansøgning, dog kun hvis ansøgeren skriftligt har givet samtykke til det.
Oplysningerne står på denne straffeattest i mindst 10 år fra den endelige afgørelse.

## Børneattest
Børneattester indeholder oplysninger om overtrædelser af straffelovens regler om seksuelle krænkelser af børn under 15 år.
Børneattester udleveres til offentlige myndigheder, private virksomheder, idrætsforeninger, organisationer og andre, der skal ansætte eller beskæftige personer, der skal have direkte kontakt med børn under 15 år. Det kan fx være ved ansættelse af en fodboldtræner, spejderleder, svømmelærer eller en pædagog.
Børneattesten kan kun udleveres, hvis ansøgeren skriftligt har givet samtykke til det. Ansøgeren kan efterfølgende hos politiet få oplyst, hvilke oplysninger der stod på den børneattest, hans arbejdsgiver modtog.

## Eksterne links
- Om straffeattester på Politi.dk Arkiveret 9. februar 2011 hos  Wayback Machine
- https://www.retsinformation.dk/Forms/R0710.aspx?id=991 Bekendtgørelse om behandling af personoplysninger i Det

Centrale Kriminalregister (Kriminalregisteret)